# Confidences et retrouvailles - Live 2011
Albums de Michel Sardou
Être une femme 2010 Les Grands Moments
Confidences et retrouvailles - Live 2011 est le dix-septième album live de Michel Sardou enregistré les 10 février 2011 et 11 février 2011, au Zénith de Saint-Étienne et sorti le 23 mai 2011. Il fait suite à la tournée qui a commencé à l'Olympia, à Paris, le 13 janvier 2011 et s'est terminée au Palais des sports de Paris, le 15 mai 2011, en passant par la France, la Belgique et la Suisse. Le spectacle est produit par Michel Sardou et Jean-Claude Camus Productions.

## Fiche technique

### Liste des titres
| 1.  | Putain de temps                   | Michel Sardou - Didier Barbelivien | Jean-Pierre Bourtayre                  | 4:51 |
| 2.  | Mam'selle Louisiane               | Michel Sardou - Didier Barbelivien | Jacques Revaux                         | 4:13 |
| 3.  | Chacun sa vérité                  | Michel Sardou                      | Jacques Veneruso                       | 3:15 |
| 4.  | Voler (en duo avec Delphine Elbé) | Michel Sardou                      | Jacques Veneruso                       | 4:28 |
| 5.  | Le Cinéma d'Audiard               | Michel Sardou - Didier Barbelivien | Jean-Pierre Bourtayre                  | 3:38 |
| 6.  | Et puis après                     | Michel Sardou                      | Jacques Veneruso                       | 3:39 |
| 7.  | Le Mauvais Homme                  | Michel Sardou - Jean-Loup Dabadie  | Jacques Revaux - Pierre Billon         | 5:10 |
| 8.  | Les Yeux d'un animal              | Michel Sardou - Pierre Delanoë     | Didier Barbelivien                     | 3:01 |
| 9.  | Chanteur de jazz                  | Michel Sardou - Jean-Loup Dabadie  | Jacques Revaux - Jean-Pierre Bourtayre | 4:30 |
| 10. | Rebelle                           | Michel Sardou - Didier Barbelivien | Didier Barbelivien                     | 3:01 |
| 11. | Au nom du père                    | Michel Sardou - Didier Barbelivien | Jacques Revaux - Michel Sardou         | 5:19 |
| 12. | Le Blues Black Brothers           | Michel Sardou - Didier Barbelivien | Jacques Revaux - Didier Barbelivien    | 3:17 |
| 13. | Un accident                       | Michel Sardou                      | Jacques Revaux                         | 3:50 |

| 1.  | Les Yeux de mon père   | Michel Sardou                      | Jacques Veneruso                       | 3:58 |
| 2.  | Espérer                | Michel Sardou                      | Michel Sardou - Davy Sardou            | 3:36 |
| 3.  | Dix ans plus tôt       | Michel Sardou - Pierre Billon      | Jacques Revaux                         | 2:27 |
| 4.  | Soleil ou pas          | Michel Sardou                      | Jacques Veneruso                       | 4:37 |
| 5.  | Je vais t'aimer        | Gilles Thibaut                     | Jacques Revaux - Michel Sardou         | 4:36 |
| 6.  | Les Villes de solitude | Michel Sardou - Pierre Delanoë     | Jacques Revaux                         | 3:21 |
| 7.  | Rouge                  | Michel Sardou - Didier Barbelivien | Jacques Revaux                         | 3:25 |
| 8.  | La Dernière Danse      | Michel Sardou                      | Jacques Veneruso - Michel Sardou       | 6:29 |
| 9.  | Valentine Day          | Michel Sardou                      | Jacques Veneruso                       | 3:56 |
| 10. | Musulmanes             | Michel Sardou                      | Jacques Revaux - Jean-Pierre Bourtayre | 4:27 |
| 11. | Les Lacs du Connemara  | Michel Sardou - Pierre Delanoë     | Jacques Revaux                         | 4:15 |
| 12. | Salut                  | Michel Sardou - Jean-Loup Dabadie  | Jacques Revaux - Jean-Pierre Bourtayre | 3:30 |
| 13. | Être une femme 2010    | Michel Sardou                      | Jacques Revaux - Laurent Wolf          | 5:18 |

### Musiciens
- Batterie, percussions : Laurent Coppola
- Guitares, chœurs : Jean-Philippe Hann, André Hampartzoumian et Jacques Veneruso
- Basse, guitare et chœurs : Jean-Marc Haroutiounian
- Claviers, chœurs et percussions additionnelles : Jean-Marie Negozio
- Claviers : Pierre-Jean Scavino
- Violons :  Anne-Sophie Courderot et Claire Lisiecki
- Violon et alto : Nathalie Carlucci
- Cello : Mathilde Sternat
- Choristes : Delphine Elbé, Dalila Chikh, Nesrine Ghalmi, Géraldine Etingue, Crystal Night et Lisa Spada

### Les dates de la tournée
- 13 janvier au 6 février : 19 dates à l'Olympia (Paris)
- 11 février : Zénith (Saint-Étienne)
- 12 février : Zénith d'Auvergne (Clermont-Ferrand)
- 15 et 16 février : Halle Tony-Garnier (Lyon)
- 17 février : Le Scarabée (Roanne)
- 18 et 19 février : Palexpo (Genève - Suisse)
- 23 février : Le Dôme (Marseille)
- 25 février : Zénith (Toulouse)
- 26 février : Zénith (Pau)
- 1er mars : Patinoire de Mériadeck (Bordeaux)
- 2 mars : Espace Carat (Angoulême)
- 3 mars : Zénith (Limoges)
- 4 mars : Tarmac (Châteauroux)
- 5 mars : Zénith d'Orléans (Orléans)
- 8 mars : Amphitea (Angers)
- 9 mars : Zénith (Nantes)
- 10 mars : Le liberté (Rennes)
- 11 mars : Antares (Le Mans)
- 12 mars : Zénith (Caen)
- 15 mars : Zénith (Rouen)
- 16 mars : Zénith (Lille)
- 17 au 19 mars : 3 dates au Forest National (Bruxelles - Belgique)
- 22 mars : Millesium (Épernay)
- 23 mars : Arènes (Metz)
- 24 mars : Zénith (Strasbourg)
- 25 mars : Zénith (Nancy)
- 26 mars : Zénith (Dijon)
- 28 mars : L'Axone (Montbéliard)
- 29 mars : Le Phare (Chambéry)
- 31 mars : Le Palio Boulazac (Périgueux)
- 2 avril : Zénith (Amiens)
- 3 avril : Arena (Lille)
- 28 avril : Zénith (Nantes)
- 29 avril : Zénith (Limoges)
- 30 avril : Zénith (Toulouse)
- 2 mai : Patinoire de Malley (Lausanne - Suisse), annulé
- 4 mai :  Le Dôme (Marseille)
- 5 mai : Palais Nikaïa (Nice)
- 6 mai : Zénith (Montpellier), le second concert prévu le 7 mai est annulé pour problème technique[2]
- 8 mai : Halle Tony-Garnier (Lyon), annulé pour problème d'organisation[3].
- 11 au 15 mai : 5 dates au Palais des Sports (Paris)

## Vidéo
Le spectacle paraît également en DVD (23 mai) et en blu-ray (6 juin). Comme bonus, il contient un documentaire de 14 minutes sur les coulisses du spectacle de Michel Sardou, tourné à Forest National, à Bruxelles.